# Presidente Nereu
Presidente Nereu là một đô thị thuộc bang Santa Catarina, Brasil. Đô thị này có diện tích 224,672 km², dân số năm 2007 là 2259 người, mật độ 8,7 người/km².